# Steve Richardson
Steve Richardson (* 12. Juli 1972 in Ballymena, Nordirland) ist ein irischer Squashspieler.

## Karriere
Steve Richardson war nie auf der PSA World Tour aktiv. Mit der irischen Nationalmannschaft nahm er 1995, 1999, 2001, 2011, 2013 und 2019 an der Weltmeisterschaft teil. Bei den Weltmeisterschaften im Doppel und Mixed 2006 schied er im Mixed mit Tanya Owens in der Gruppenphase aus. Außerdem stand er im irischen Aufgebot beim WSF World Cup 1999 sowie mindestens 17 Mal bei Europameisterschaften. Der geborene Nordire Richardson vertrat zudem Nordirland bei den Commonwealth Games in den Jahren 1998, 2002 und 2006. 2002 gewann er nach einem Finalsieg gegen Derek Ryan die irische Meisterschaft.

## Erfolge
- Irischer Meister: 2002